# Màquina de sumar

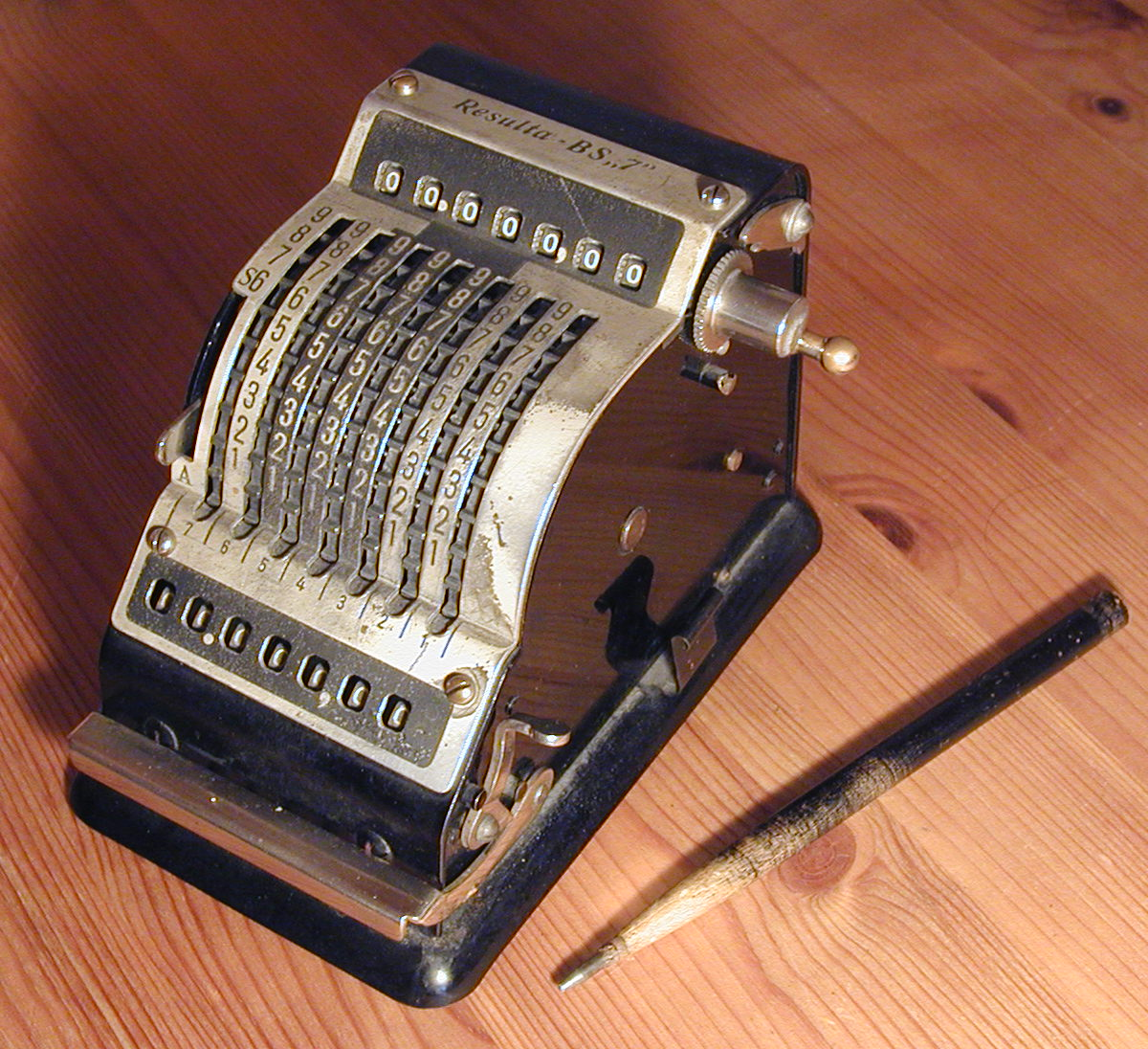
Màquina de sumar.

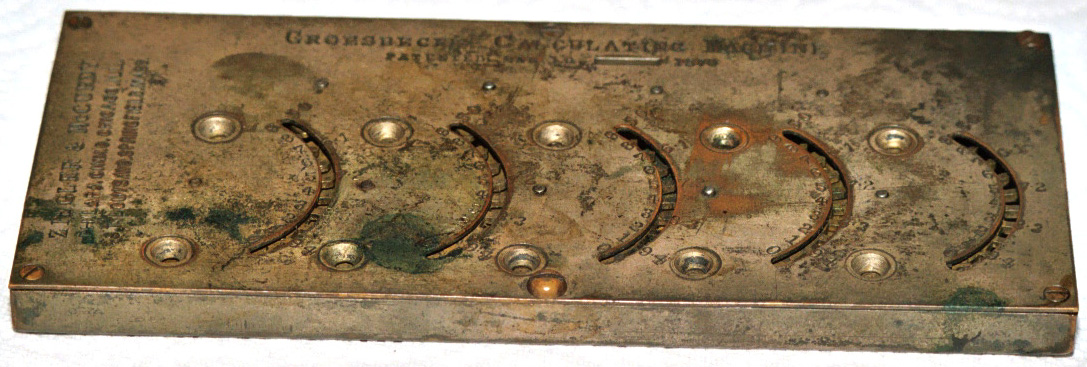
Vella màquina de sumar. El funcionament és com l'hodòmetre d'un automòbil.

Una  màquina de sumar  és un tipus de calculadora, generalment especialitzada per als càlculs de comptabilitat. En els Estats Units, les màquines sumadores molt velles generalment van ser construïdes per llegir en dòlars i cèntims.

## Operació
Les màquines sumadores requerien que l'usuari tirés d'una maneta per sumar nombres. Els nombres eren entrats en pressionar tecles en un teclat numèric gran: per exemple, la quantitat 30,72 USD era entrada amb les tecles que corresponien a "$ 30", "70 ¢", i "2 ¢", i després es tirava de la maneta. La sostracció era impossible, excepte afegint el complement d'un nombre, per exemple, per restar 2,50 USD es sumava 9.997,50 USD (9.997,50 = 10000-2,50).
Una màquina sumadora posterior, anomenada el comptòmetre, no va requerir que una maneta fos tirada per sumar. Els nombres eren entrats simplement prement tecles. Així, la màquina era manejada només per l'energia dels dits.
Algunes màquines sumadores eren  electromecàniques, de vell estil, però manejades per energia elèctrica.
Algunes màquines de "deu tecles" tenien l'entrada de nombres com en una calculadora moderna, 30,72 era entrat com "3", "0", "7", "2". Aquestes màquines podrien restar tant com sumar. Algunes podien multiplicar i dividir, encara que incloure aquestes operacions va fer la màquina més complexa.
Les màquines sumadores modernes són com les calculadores simples, encara que tenen sovint un diferent sistema d'entrada.
| Per calcular això:                  | Escriu això en la màquina de sumar: |
| 2+17+5 =?                           | 2+17+5+T                            |
| 19-7 =?                             | 19+7 - T                            |
| 38-24+10 =?                         | 38+24-10+T                          |
| 7 × 6 =?                            | 7 × 6 =                             |
| 18/3 =?                             | 18 ÷ 3 =                            |
| (1,99 × 3)+(, 79 × 8)+(4,29 × 6) =? | 1,99 × 3 =+, 79 × 8 =+4,29 × 6 =+T  |

 Nota : De vegades, la màquina sumadora tindrà una tecla etiquetada  *  en lloc de  T . En aquest cas, substitueixi  *  per  T  en els exemples de dalt. Alternativament, la tecla + pot totalitzar contínuament en lloc de les tecles  *  o  T . De vegades, la tecla + fins i tot s'etiqueta com+/=

## Màquina de sumar de Burroughs

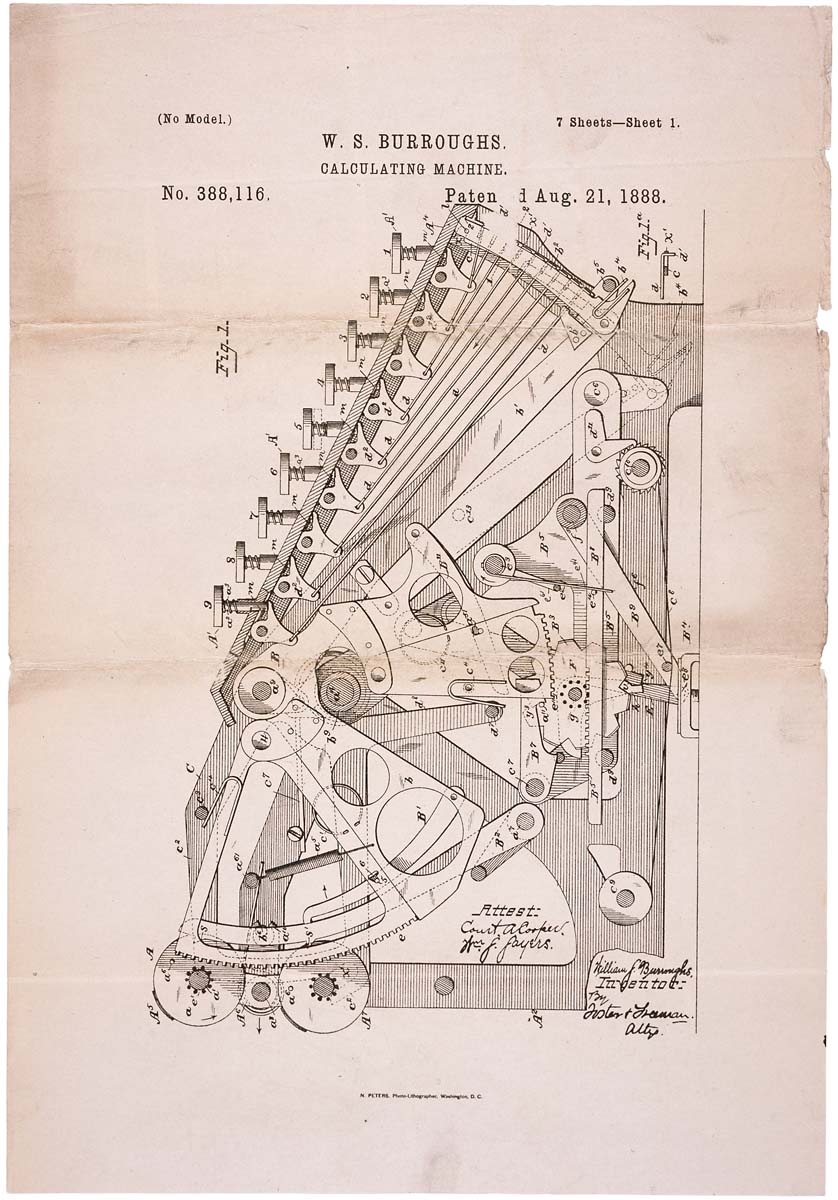
Dibuix de la patent per a la màquina calculadora de Burroughs, 1888.

William Seward Burroughs va rebre una patent per a la seva màquina sumadora el 21 d'agost de 1888. La Burroughs Adding Machine Company evolucionar per produir màquines electròniques de facturació i mainframes, i eventualment es va fusionar amb Sperry Corporation per formar Unisys. El net de l'inventor de la màquina sumadora, William S. Burroughs, va ser un escriptor pertanyent a la generació Beat (conegut millor per la seva novel  Naked Lunch ).

## Curiositats
La màquina sumadora també va ser un drama expressionista de 1923 de l'escriptor dramàtic nord-americà Elmer Rice:
... la trista vida, la mort, i la vida després de la mort del Sr Zero, un treballador d'oficina fluix que aprèn que, després de vint anys, 'el cap' l'ha acomiadat en favor d'una màquina. En l'espectacle expressionista descrivint l'agitació interna de Zero, l'escena trencada, i solapant carrisquejant efectes de so com la xerrameca unidimensional del cap, 'eficàcia ! ¡economia ! ¡negoci ! ¡negoci ! NEGOCI'. Intentat i executat pel cap assassí .... Zero es replega a una sòrdida Supernatural oficina, a on ell opera una celestial màquina sumadora. Finalment, el 'tinent Charles' anuncia els seus plans per reencarnar per operar 'una super-hiper màquina de calcular, tan lluny d'aquest tros de ferralla com està vostè de Déu'....
Les adreces d'escena de Rice requereixen un flux de cinta per a màquina sumadora que 'puja les parets i escanya els portals'. En la producció, el dissenyador Lee Simonson va tenir la inspiració d'omplir l'escena amb una màquina de sumar immensa ... En aquesta escena final, la creixent importància visual de la màquina sumadora ajuda a compondre en gran part la relació tangencial a la resta del drama i reforça el seu missatge fonamental sobre la indiferència de la societat moderna cap a les corruptes ànimes que produeix. (Dennis G. Gran Petita,  Technology in American Drama , pàg. 22, 28)